# Hospital Dr. Antonio Tirado Lanas
El Hospital Dr. Antonio Tirado Lanas es un recinto hospitalario público de alta complejidad, que forma parte de la red asistencial del Servicio de Salud Coquimbo, ubicado en la ciudad de Ovalle, Chile. 
Es uno de los tres recintos hospitalarios de alta complejidad de la Región de Coquimbo, junto al Hospital San Juan de Dios de La Serena, y el Hospital San Pablo de Coquimbo, y el centro de salud más importante de la Provincia de Limarí.

## Historia
El hospital se inauguró oficialmente el 28 de mayo de 1871, y se ubicaba en una gran casona de adobe a la salida norte de la ciudad de Ovalle.
El 19 de octubre de 1970 se inauguró un nuevo edificio del hospital por el presidente Eduardo Frei Montalva, y su ministro de Salud Ramón Valdivieso.
Fue considerado un hospital de tipo 3, mediana complejidad, hasta el año 2001, cuando la atención primaria fue traspasada al sector municipal.